# تامارین دست‌قرمز
تامارین دست قرمز (نام علمی: Saguinus midas) نام یک گونه از سرده تامارین است.